# حمض الفولفيك
أحماض الفولفيك هي مركبات طبيعية تصنف من الأحماض العضوية، وهي من مكونات الدبال (جزء من المادة العضوية الترابية). تختلف مركبات حمض الفولفيك عن مركبات الحمض الدبالي من حيث محتوى الكربون والأكسجين والحموضة ودرجة البلمرة والوزن الجزيئي واللون. يبقى حمض الفولفيك في المحلول بعد إزالة الحمض الدبالي من الدبالين (هومين) بعملية تحميض.
تعد أحماض الفولفيك ذات وزن جزيئي منخفض نسبياً وهي ذات فعالية حيوية أقل بالمقارنة مع الأحماض الدبالية الأخرى. وكمقارنة مع حمض الهيوميك ، يحتوي حمض الفولفيك على محتوى أعلى من الأوكسجين وهو قابل للذوبان في الأوساط القلوية والحمضية والمتعادلة (مدى واسع من الأس الهيدروجيني)، بينما يذوب حمض الهيوميك في الأوساط القلوية، وكذلك يتكون من جزيئات صغيرة محبة للماء تحتوي على مجموعات وظيفية وفيرة خصوصاً المجموعات الوظيفية للكربوكسيل.
ويعتبر حمض الفولفيك وسط منظم لنمو النبات، ويساهم في تعزيز وظائف متعددة كزيادة نفاذية غشاء الخلية ورفع كفاءة التمثيل الضوئي للنباتات، والتحكم في مستويات الهرمونات. فعلى سبيل المثال، يمكن أن يزيد حمض الفولفيك من معدلات إنبات البذور، ونمو الجذور والبراعم، وتعزيز مقاومة النبات للضغوط البيئية كمقاومة تأثيرات الملوثات العضوية وغير العضوية كـالمعادن الثقيلة في التربة، وتحسين جودة المنتجات الزراعية وكميتها. بالإضافة إلى الأثر الإيجابي على النباتات، فحمض الفولفيك يساهم في رفع مناعة جسم الانسان حيث يعزز من امتزاز الفيتامينات وكذلك تحسين نمو الحيوانات وزيادة مقاومتها للأمراض الشائعة.

## معرض صور

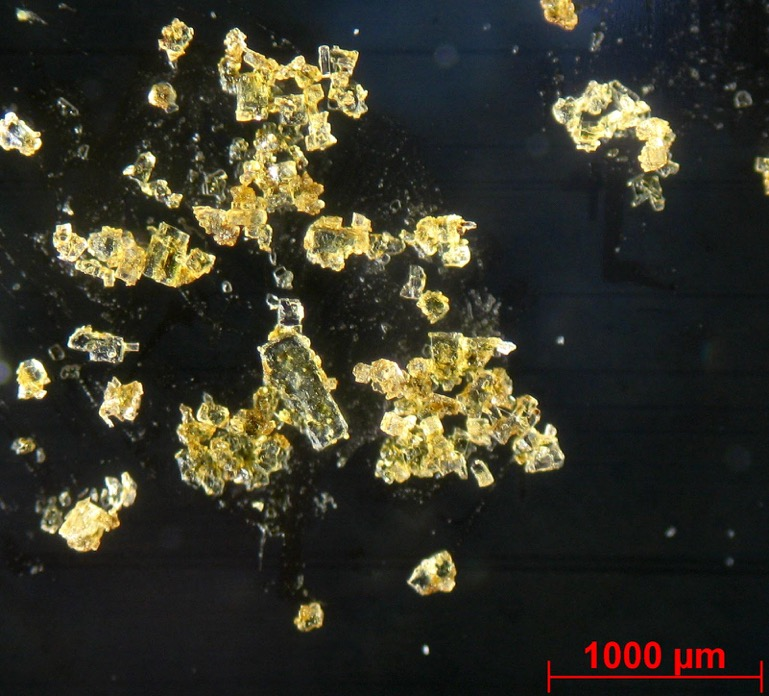
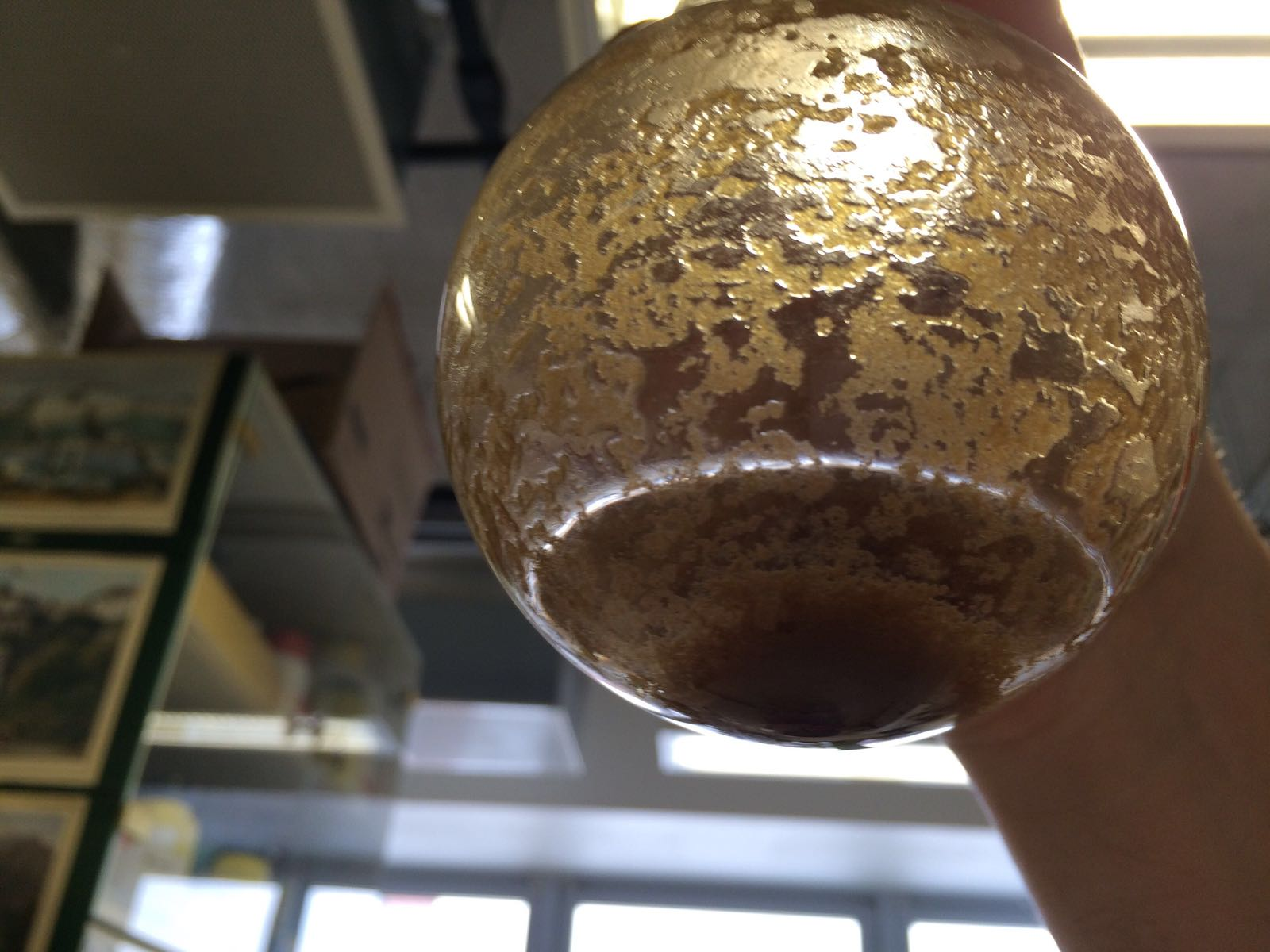
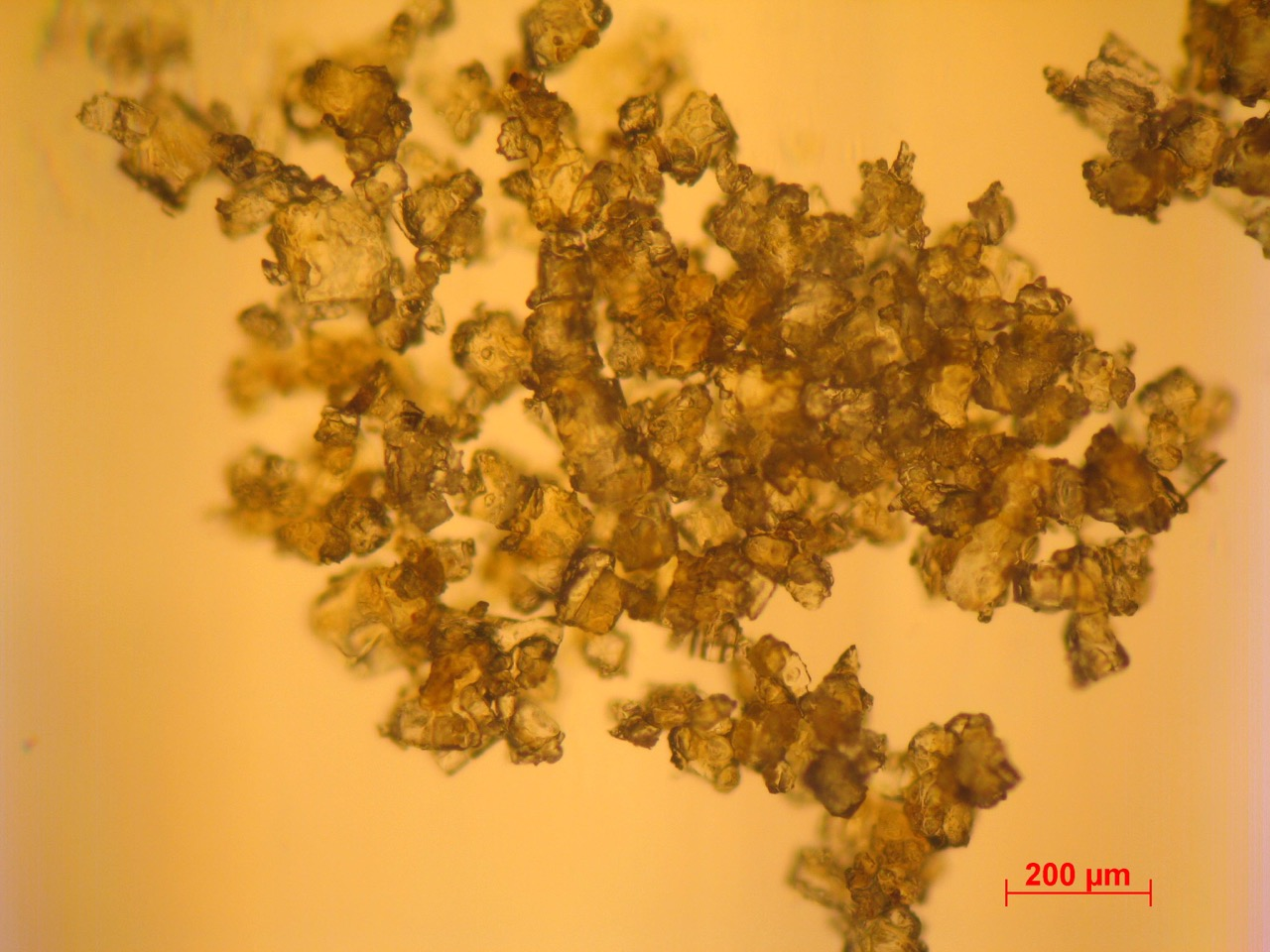